# Micromus gratus
Micromus gratus är en insektsart som beskrevs av Banks 1937. Micromus gratus ingår i släktet Micromus och familjen florsländor. Inga underarter finns listade i Catalogue of Life.